# Theresia-テレジア-
『theresia-テレジア-』（テレジア）は、ワークジャムから配信されている、サバイバルホラーの要素を含んだ脱出系ゲームである。
2009年現在では、3部作に渡って製作されており、第一作、続編にあたる第二作はワークジャムの携帯サイトより携帯アプリ形式で配信されており、第三作目はニンテンドーDSのソフトとして発売されている。
ゲームの正式ジャンルは、「トラップ脱出アドベンチャー」。

## 概要
主人公となるキャラクターは、記憶を失い、閉ざされた施設にて目を覚まし、その中に設置された様々なトラップを回避しつつ、アイテムを駆使しながら脱出を試みるというシステム。基本的に敵キャラクターが出てくるということはなく、ダメージ源となるものはトラップのみである。
各所にあるアイテムや器材を「見る」、「触る」などの行動により、謎を解いていく。
施設の奥に進むためには、トラップが仕掛けられている可能性のある家具や媒体に触れたり調査することにより謎を解くため、プレイヤーは自ら危険にさらされなければならないという恐怖を味わうこととなる。
主人公にはライフケージが設定されており、0になればその時点でゲームオーバーとなる。
部屋の移動は基本的にマップに表示されるアイコンを選択したり、ドアや床の吹きぬけを調べて移動する。「-Dear Emlie-」では機能の向上により、十字キーや画面をタッチすることにより、マップ上をプレイヤーが自由に動くことができる。
トラップによっていかにダメージを受けることなく、脱出できるかというのが目標である。
また、「-Dear Lizst-」のみ、「達成率」というものが設定されている。イベントの発生やアイテムの取得によってこの「達成率」が増えていくので、最短ルートで物語を進めるだけでなく、全てのイベント、アイテムを取得して達成率を最大にするというやりこみ要素も加えられている。（「-Dear Emlie-」では廃止）
脱出系のゲームとしては珍しく、ストーリー性にも富んだ内容となっている。

## シリーズ作品
- theresia-テレジア-（iアプリ、EZアプリ、S!アプリ）
第一作目。テレジアの世界の全ての原点となっている作品。
三作目には移植版が収録されており、そちらでは「-Dear Martel-」というタイトルが付けられている。
- theresiaⅡ テレジア -Dear Lizst-（iアプリ）
第一作目の続編にあたるが、直接的な関係は無く、登場キャラクターなどは全て一新。
ただし、一部、第一作にキャラクターの名前などは登場する。
基本的に操作は前作と同様。今作には「達成率」が設定されており、いかにイベントやアイテムを回収できているのかチェックすることが可能である。
2012年9月現在既にサービスの提供が終了しており、テレジアⅡに関するページは全て削除され、プレイすることが出来なくなった。
上記の一作目は現在もプレイ出来る。
- theresia テレジア -Dear Emile-（ニンテンドーDS）
アークシステムワークスより、2008年9月11日発売。シリーズでは唯一、主人公が女性の作品である。新たに「物を掴んで動かす」「2つのアイテムを組み合わせて使用する」といった新動作や、タッチペンによる「見る」「触れる」機能の向上により、より探索行動に幅広さが生まれた。2画面制によるマップと操作画面の分担など機能性も上がっている。ただし、達成率の機能は廃止されている。アメリカでも同年10月30日に発売。